# Бакау
Бакау (англ. Bakau) — місто на північному заході Гамбії. Розташоване на узбережжі Атлантичного океану за 12 км на захід від столиці держави, Банжула. Назва міста з мови мандінка перекладається як «морський берег». Є великим туристичним центром, відомим завдяки крокодиловому ставку Качикаллі, ботанічному саду та пляжам на мисі Кейп-Пойнт (або Сент-Меріс).